# Рува (Зимбабве)
Рува (англ. Ruwa) — город на северо-востоке центральной части Зимбабве, на территории провинции Восточный Машоналенд.

## География
Расположен примерно в 22 км к юго-востоку от столицы страны, города Хараре. Абсолютная высота — 1513 метров над уровнем моря.

## Население
По данным на 2013 год численность населения составляет 44 967 человек.
Динамика численности населения города по годам:
| 1992  | 2002   | 2013   |
| ----- | ------ | ------ |
| 1 447 | 22 038 | 44 967 |

## Транспорт
Город расположен на автомобильной и железной дорогах, ведущих из Хараре в Мутаре.